# Отдел „Изкуство и култура“ при ЦК на БКП
Отделът „Изкуство и култура“ при ЦК на БКП се създава с решение на Политбюро от 26 ноември 1962 г., съгласно което отдел „Наука, образование и изкуство“ се разделя на два отдела - отдел „Наука и образование“ и отдел „Изкуство и култура“. Основани сектори на отделите са: литература, изкуство, театри и циркове, кина, музеи и паметници на културата. С решение на Политбюро от 28 декември 1968 г. отдел „Изкуство и култура“ се обединява с отдел „Пропаганда и агитация“ и става сектор към отдела, а с решение от 16 юни 1970 г. отново се обособява като самостоятелен отдел.
В началото на 1984 г. отдел „Култура“ се включва като направление в новосъздадение отдел „Идеологическа политика“, а от 1988 г. отново е самостоятелен отдел.

## Завеждащи отдела
- Крум Кюлявков (1944 – 1947)
- Венелин Коцев (1962 – 1966)
- Крум Василев (1966 – 1968)
- Александър Лилов (до 1972)
- Павел Матев (1975 – 1977)
- Любомир Павлов (1977 – 1984)

- Кина Бояджиева